# 3,4-dicloro-1-buteno
El 3,4-dicloro-1-buteno, 3,4-diclorobut-1-eno de acuerdo a la nomenclatura IUPAC, es un compuesto orgánico de fórmula molecular C4H6Cl2. Es un haloalqueno lineal de cuatro carbonos con un doble enlace en uno de los extremos (carbonos 1 y 2) y dos átomos de cloro unidos a los carbonos 3 y 4 respectivamente.
Al ser el carbono 3 asimétrico, este compuesto posee dos enantiómeros.

## Propiedades físicas y químicas
A temperatura ambiente, el 3,4-dicloro-1-buteno es un líquido incoloro o de color amarillo pálido. Tiene su punto de ebullición a 123 °C y su punto de fusión -61 °C.
Posee una densidad superior a la del agua, ρ = 1,153 g/cm³, y en estado gaseoso es 4,31 veces más denso que el aire.
El valor del logaritmo de su coeficiente de reparto, logP ≃ 2,1, indica que es más soluble en disolventes apolares que en disolventes polares. En agua su solubilidad es de 420 mg/L, es soluble en etanol y éter dietílico, y muy soluble en benceno y cloroformo.

## Síntesis
El 3,4-dicloro-1-buteno puede prepararse por isomerización de 1,4-dicloro-2-buteno por medio de naftenato de cobre, dinitrilo y amida a 80 - 160 °C. 
Para esta isomerización cabe también utilizar trifenilfosfina o diversos sulfuros de dialquilo en presencia de haluros de cobre.
En este sentido, el equilibrio 3,4-dicloro-2-buteno ⇆ 1,4-dicloro-1-buteno está fuertemente catalizado por complejos de hierro solubles o por compuestos de fórmula CpFe(CO)2X, en donde Cp denota un derivado de ciclopentadienilo y X un halógeno.

## Usos
Se puede preparar cloropreno haciendo reaccionar 3,4-dicloro-1-buteno con un hidróxido de metal alcalino o alcalinotérreo usando como catalizador un compuesto de amonio cuaternario en el que el nitrógeno esté unido a cuatro radicales por enlaces covalentes. 
Análogamente, si se somete al 3,4-dicloro-1-buteno a una reacción de deshidrocloración en fase gaseosa en presencia de fosfato de lantano como catalizador, se obtiene 1-cloro-1,3-butadieno. La temperatura óptima de esta reacción está comprendida entre 200 y 250 °C.
Asimismo, el 1,2,3,4-tetraclorobutano puede sintetizarse por cloración de 3,4-dicloro-1-buteno utilizando cloruro férrico como catalizador.
La hidroboración de 3,4-dicloro-1-buteno con 9-borabiciclo[3.3.1]nonano bajo atmósfera de nitrógeno y posterior tratamiento con hidróxido de sodio proporciona (clorometil)ciclopropano. El rendimiento es del 70% y se piensa que la reacción transcurre con la formación de un derivado γ,γ-dicloroalquilborano como intermediario.
Este cloroalqueno también se ha empleado para sintetizar 3-alil-1H-indoles 2-sustituidos ‌mediante ciclación-alilación, catalizada por paladio, de o-alquinilanilinas.

## Precauciones
El 3,4-dicloro-1-buteno es un compuesto combustible que tiene su punto de inflamabilidad a 28 °C. El contacto con esta sustancia provoca irritación severa en piel y ojos.